# Гекльберри
Гекльберри (ха́клберри, англ. huckleberry) — термин, который в США традиционно используется для обозначения большого количества ягодных растений из родов Vaccinium и Gaylussacia.

## История и границы термина
Американское слово «гекльберри» происходит от английских диалектных слов hurtleberry и whortleberry, которыми в Британии называли чернику и голубику. В Америке британские колонисты столкнулись с гораздо большим разнообразием растений рода вакциниум, поэтому кроме собственно черники и голубики, так стали называть голубику мелколистную с красными ягодами, а также другие растения рода вакциниум, смотря по обычаям конкретного региона.
Кроме того, в Северной Америке произрастал не встречающийся в Европе род растений, также имеющих съедобные ягоды, который получил от учёных название гейлюссакия в честь выдающегося французского химика Жозефа Луи Гей-Люссака. Все растения рода гейлюссакия, и в первую очередь именно они, стали в просторечии также именоваться гекльберри.
Ягоды гекльберри традиционно собирались индейцами, а затем и белыми поселенцами для использования в пищу и в народной медицине. Конкурентами людей в сборе ягод были медведи гризли, поэтому сбор гекльберри представлял некоторую опасность.
Тем не менее доступные для сборщиков и дешёвые для покупателей, растущие повсюду ягоды стали важной частью американской культуры и в XIX веке легли в основу ряда фразеологизмов, а прозвище Гекльберри стало обозначать незначительного человека. Это значение было закреплено Марком Твеном, который дал это прозвище одному из основных своих героев, Гекльберри Финну. Идея Марка Твена, как он сказал интервьюеру в 1895 году, состояла в том, чтобы показать, что Гекльберри был мальчиком «более низкого социального уровня», чем Том Сойер.
В современных США гекльберри является одним из официальных символов штата Айдахо.